# Franc Papler
Franc Papler, slovenski učitelj, organist in sadjar, * 15. januar 1842, Brezovici pri Kropi, † 15. december 1911, Ljubljana.

## Življenje in delo
Rojen je bil kot tretji otrok v desetčlanski družini. Učiteljsko pot je začel v Cerknici, kjer je ob poučevanju na ljudski šoli deloval tudi kot organist. V Ratečah je nato službi učitelja in organista dodal še delo cerkovnika. Po premestitvi v Polhov Gradec, kjer je preživel 7 let, je svoje poučevanje nadaljeval v Borovnici, kamor je prišel leta 1875, v njej pa je deloval kot nadučitelj do upokojitve leta 1903. V drugem letu službovanja je kraj dobil prvo šolsko poslopje, ulica ob šoli pa se danes imenuje prav po njem – Paplerjeva ulica. Učenci so ga poznali kot vzornega učitelja, med prijatelji pa ga je odlikovala zvestoba. V veselje mu je bilo skladanje pesmi ob raznih priložnostih, nekaj jih je tudi uglasbil. Borovnico je zaznamoval tudi kot sadjar, saj je s križanjem štajerskega bobovca in zlate parmene vzgojil jablano paplerjev bobovec. Dolina se je izkazala za izjemno rodovitno, zato so jablane množično cepili in z njimi zasadili kmečke sadovnjake, mnogo dreves pa je zraslo tudi v šolski drevesnici. Poleg sadjarstva se je ukvarjal z vodenjem zbora, bil je občinski tajnik in gasilski načelnik. 
Umrl je v ljubljanski bolnišnici. Na pogrebu je govoril borovniški rojak jezikoslovec Fran Ramovš. Učenci in prijatelji so mu nekaj mesecev po pogrebu postavili spomenik. Odkritje so pospremili pevci Ljubljanskega zvona, deželni poslanec pa je v govoru poudaril Paplerjeve učiteljske zasluge. Zaradi teh je bil imenovan za častnega občana Borovnice.